# Jean-Baptiste Truteau
Pour les articles homonymes, voir Truteau.
Jean-Baptiste Trudeau
Jean-Baptiste Truteau (ou Trudeau), né le 11 décembre 1748 à Montréal et mort le 30 janvier 1827 dans le village de Carondelet (Saint-Louis), est un explorateur, trappeur, coureur des bois, arpenteur, négociant de fourrure et instituteur canadien français. Jean-Baptiste Truteau rédigea un Journal de voyage sur le Haut Missouri. Il est considéré comme  faisant partie des pionniers de l'exploration du territoire américain au XVIIIe siècle.

## Biographie

### Jeunesse studieuse

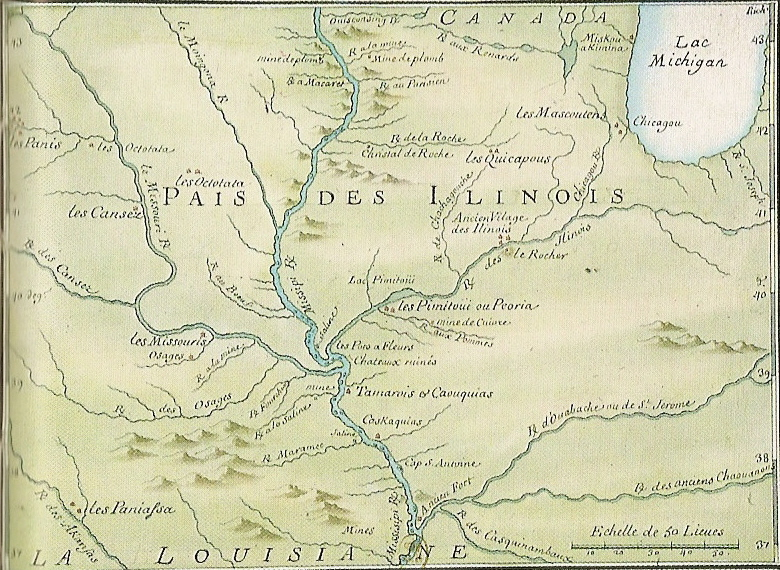
Le Pays des Illinois à l'époque de la Nouvelle-France et de la Louisiane française.

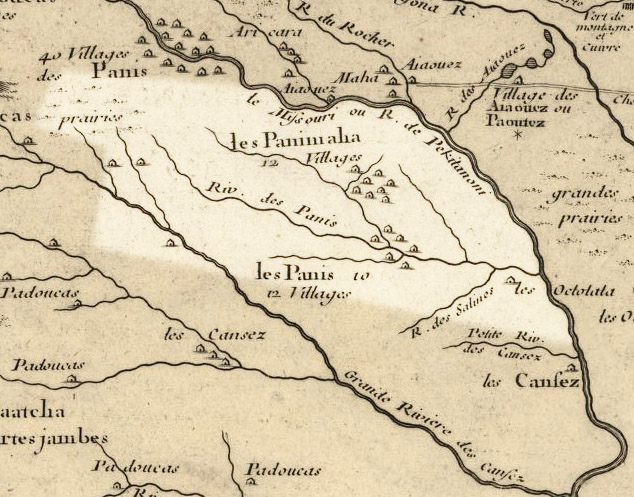
Le Haut-Missouri (Nebraska et Iowa) en 1718, carte dessinée par Guillaume Delisle.

Jean-Baptiste Truteau, né le 11 décembre 1748 à Montréal, était un descendant d'une des plus anciennes familles françaises établies en Nouvelle-France. Il est le fils de Joseph Truteau et de Marie-Catherine Ménard dit Saint-Onge. Son ancêtre français Étienne Truteau (La Rochelle 1641- Montréal 1712) est reconnu comme pionnier à la fois de Montréal, de Longueuil et Saint-Lambert. Cette famille compte un grand nombre de voyageurs qui s'engagèrent pour l'Ouest dès le XVIIe siècle, allant à la rencontre des Amérindiens pour la traite des fourrures. 
Jean-Baptiste Truteau étudia au séminaire de Québec où il apprit notamment le latin. Doué pour les langues, il apprit plusieurs langues amérindiennes au cours de ses expéditions au Sud des Grands Lacs, aux confins du Canada et de la Louisiane française (États actuels du Missouri, du Nebraska et de l'Iowa).

### Installation au Pays des Illinois
En 1770, il est négociant en fourrure avec les Amérindiens vivant à Michillimackinac dans le Pays-d’en-Haut près des Grands Lacs. En 1774, il s'établit à Saint-Louis devenue en 1765 capitale de la Haute-Louisiane. 
Le 1er mai 1781, Jean-Baptiste Truteau épousa Madeleine Roy ou Le Roy. Ils eurent sept enfants.

### Contexte géopolitique
En 1793, le gouverneur de la Louisiane sous domination espagnole, François Louis Hector de Carondelet, créa un corps de commerce constitué de négociants de fourrures et de trappeurs, qui avaient le monopole de la traite de la fourrure et de la pelleterie qu'à la condition d'explorer les contrées situées au-delà de la Nation des Poncas, aux confins du territoire louisianais (futurs États du Nebraska et de l'Iowa) vers les sources du Missouri et entrer en contact avec des tribus amérindiennes non encore visitées par les explorateurs et les coureurs des bois. Cette compagnie commerciale dénommée officiellement "Compagnie commerciale pour la découverte des Nations du Haut-Missouri"  était souhaitée par le pouvoir colonial espagnol qui s'inquiétait de l'expansion américaine vers l'Ouest des États-Unis. Les autorités espagnoles s'appuyèrent sur les édiles locaux francophones pour affirmer leur pouvoir colonial. Ainsi, ils avaient déjà utilisé l'explorateur Pierre Vial qui découvrit la piste de Santa Fé qui permit de rallier Santa Fé dans le Texas espagnol à la ville de Saint-Louis dans la Haute-Louisiane.

### Expédition dans le Haut-Missouri
Le 8 juin 1794, Jean-Baptiste Truteau, que les Espagnols hispanisèrent en Juan-Baptista Trudo, confusion récurrente à cette époque sur le patronyme Trudeau et Truteau, accoste à Saint Charles sur la rive gauche du Missouri avec huit compagnons. Sa mission commerciale est signée par le lieutenant-gouverneur du pays des Illinois, Zénon Trudeau. Elle consiste notamment à établir un poste de traite chez les Amérindiens de la Nation Mandans et d'arpenter le territoire jusqu'aux montagnes Rocheuses. Il devra en outre contrer le négoce entre les premiers négociants de fourrure anglais et les tribus amérindiennes. En cas de décès, le sieur Truteau serait remplacé par son second, un certain Pierre Berger. 
La remontée du Missouri s'effectue difficilement, toujours sous la menace des Sioux et plus tard des Arikaras. Il passe ainsi deux hivers à marchander avec les Indiens, sans parvenir à relancer son expédition. Il en profite cependant pour rédiger son journal qui décrit abondamment les mœurs des tribus où il séjourne, notamment auprès des Omahas et de leur chef L'Oiseau Noir qui contrôlent la traite des fourrures dans la région.
Jean-Baptiste Truteau établit un comptoir commercial sur la rivière Niobrara. Son expédition commerciale est néanmoins mise à mal par l'hostilité des tribus Sioux. Ces derniers entretenaient déjà des contacts commerciaux avec les négociants anglais. De plus ils voulaient garder la mainmise le long du Missouri. Ils n'hésitaient pas à piller les autres tribus amérindiennes, notamment pour se procurer des fusils, des tissus et des produits de la chasse. Son expédition dure deux ans. Il revient à Saint-Louis le 4 juin 1796 où exerce le métier d'instituteur et fonde la première école.

### Retour à Saint-Louis du Missouri
Jean-Baptiste Truteau continua d'exercer le métier d'instituteur jusqu'à un âge avancé. Il mourut à Saint-Louis le 30 janvier 1827 et fut enterré dans le village de Carondelet, devenu aujourd'hui un quartier situé au sud-est de la ville de Saint-Louis. Ce n'est qu'en 1820, que l'armée américaine établit son premier fort dans l'actuel Nebraska, le fort Atkinson, afin d'assurer la protection des marchands de fourrure qui parcouraient la région du Haut-Missouri. 
En 1803, Napoléon Ier vendit la Louisiane française aux États-Unis. Le président américain Thomas Jefferson ayant connaissance du Journal de voyage sur le Haut Missouri rédigé par Jean-Baptiste Truteau, conseille à Meriwether Lewis l'un des deux explorateurs de l'Expédition Lewis et Clark de lire les descriptions fournies par le « Journal de Truteau » avant d'entreprendre leur expédition vers les sources du Missouri et les Montagnes Rocheuses. 

## Sources
- Le Journal de voyage sur le Haut Missouri de Jean-Baptiste Truteau
- Intégralité du Journal de voyage sur le Haut Missouri de Jean-Baptiste Truteau
- (en) Abraham Phineas Nasatir, Before Lewis and Clark: Documents Illustrating the History of the Missouri, Université du Nebraska, 1990, rééditions Université de l'Oklahoma, 2002